# Milan Murray
Margaretha Murray (nghệ danh Milan Murray) (sinh ngày 30 tháng 10 năm 1974) là một nữ diễn viên người Nam Phi. Cô được công chúng Nam Phi biết đến nhiều nhất với vai diễn trong nhiều vở kịch khác nhau, nhưng cô cũng đã từng đóng và đóng vai chính trong các bộ phim truyện, và thường xuyên biểu diễn trên sân khấu. Ngoài ra, cô ấy còn hợp tác "Onbytsake", một chương trình Bữa sáng hàng tuần trên kykNET, một kênh tiếng Afịch trên DStv. Cô sống ở Johannesburg với chồng, Schalk van der Merwe, cùng con trai Steph và con gái Lua. Cô lớn lên ở Cape Town, Nam Phi.
Milan học kịch nói tại Pretoria Technicon, và cũng học tại một số hãng phim ở thành phố New York, Hoa Kỳ. [2]
Bước đột phá lớn của Milan diễn ra vào năm 1999 khi tham gia một vai trong vở kịch xà phòng Nam Phi, Isidingo: The Need. Cô đóng vai một thiếu niên nổi loạn tên là Dusty da Silva từ năm 1998 đến 2001, khi cô được viết ra khỏi bộ truyện, nhưng đã trở lại với vai một sinh viên đại học từ năm 2003 đến 2004. Milan cũng đóng trong hai bộ phim kinh dị nhỏ, Slash (về một ban nhạc tên là "Slash", trong đó cô ấy đóng vai Karen) và Đảo rắn (một bộ phim kinh dị mà cô ấy đóng vai Carrie). Cô đóng vai chính "Sage" lãng mạn trong bộ phim M-Net "Murmur".
Trong những vai trò này, cô nói tiếng Anh, nhưng tiếng mẹ đẻ của cô là tiếng Nam Phi. Vai diễn người gốc Phi lớn đầu tiên của cô là trong bộ phim truyền hình dài tập Song vir Katryn, trong đó cô đóng vai một phóng viên tội phạm. Các vai diễn khác của phim truyền hình tiếng Nam Phi bao gồm vở opera Binnelanders (Frankie van Niekerk) và phim truyền hình Dit Wat Stom Is (Melanie van den Berg).
Milan không xa lạ gì với nhà hát, và được chơi trong một số sản phẩm sân khấu. Cô đóng vai chính trong chương trình một người đàn ông của riêng mình, Pers n Pers hoed vir Mr Brown. Năm 2005, cô đóng vai một nữ diễn viên Hollywood tên là Christel Humanin, nhà sản xuất sân khấu Kom terug, Saartjie, đóng tại Klein-Karoo Nadeele Kunstefees năm đó. Vở kịch dựa trên một số phần trong cuộc đời của nữ diễn viên Charlize Theron. Năm 2010, cô đóng vai chính trong hai sản phẩm tại ABSA Klein-Karoo Nadeale Kunstefees: "Taraboemdery" và "Vergenoeg" với Sandra Prinsloo.